# Christiaan du Toit
Christiaan du Toit DSO, južnoafriški general, * 23. september 1901, † 14. avgust 1982. 
Leta 1924 se je kot artilerist pridružil južnoafriški vojski. Pred vodenjem 2. pehotne in 1. oklepne brigade, je tekom 2. svetovne vojne vodil topništvo v vzhodni in severni Afriki.
Du Toit je bil načelnik Južnoafriške kopenske vojske (1948-1950) in načelnik Zveznih obrambnih sil med letoma 1950 in 1956. 